# 容州路
容州路，元朝时设置的路。
至元十六年（1279年）升容州置，治所在普宁县（今广西壮族自治区容县）。辖境相当今广西壮族自治区容县及北流市北部地。后复降为州。